# A Killer Paradox
A Killer Paradox (살인자ㅇ난감?, 殺人者o難堪?, Sar-in-ja(-ui) nan-gamLR; lett. "Il giocattolo dell'assassino") è una serie televisiva sudcoreana distribuita da Netflix il 9 febbraio 2024, tratta dal webtoon Sar-in-ja(-ui) nan-gam di Kkomabi.

## Trama
Sei mesi dopo essere stato dispensato dal servizio militare, Lee Tang ha una vita difficile e sogna di visitare il Canada. Una sera, viene aggredito da un cliente nel minimarket in cui lavora, e la colluttazione che ne segue termina con la morte del cliente. Schiacciato dai sensi di colpa, Tang valuta se costituirsi, ma scopre che la vittima era un serial killer. Continua così a uccidere, scoprendo il talento nascosto di individuare e uccidere i malfattori senza lasciare prove. Il detective Jang Nan-gam indaga sui suoi omicidi.

## Personaggi e interpreti
- Lee Tang, interpretato da Choi Woo-shik
- Jang Nan-gam, interpretato da Son Suk-ku
- Song Chon, interpretato da Lee Hee-joon

## Produzione
Le riprese si sono svolte nella seconda metà del 2022 a Daejeon.

## Riconoscimenti
- Baeksang Arts Award[5]
  - 2024 – Candidatura Miglior regista a Lee Chang-hee
  - 2024 – Candidatura Miglior attore di supporto a Lee Hee-joon
  - 2024 – Candidatura Miglior nuovo attore a Kim Yo-han